# فدرالیسم در هند
قانون اساسی هند ساختار حکومت هند، از جمله روابط بین حکومت فدرال و حکومت‌های ایالتی را معین می‌کند. بخش یازدهم قانون اساسی هند توزیع قوای مقننه، اداری و اجرایی را بین دولت اتحادیه و ایالت‌های هند تعیین می‌کند. اختیارات قانونگذاری در فهرست اتحادیه، فهرست ایالتی و فهرست همزمان دسته‌بندی می‌شوند که به ترتیب نشان دهنده اختیارات اعطا شده به دولت اتحادیه، اختیارات اعطا شده به دولت‌های ایالتی و اختیارات مشترک بین آنها است.
این فدرالیسم به این معنا جهت متقارن است که اختیارات قدرت سپاری شده به واحدهای تشکیل دهنده یکسان پیش‌بینی می‌شود. از نظر تاریخی، به ایالت جامو و کشمیر به دلیل یک ماده صراحتاً موقت قانون اساسی هند یعنی ماده ۳۷۰ (که توسط پارلمان در سال ۲۰۱۹ لغو شد) وضعیتی متفاوت از سایر ایالت‌ها اعطا شده بود. قلمروهای اتحادیه از نوع یکپارچه هستند که مستقیماً توسط دولت اتحادیه اداره می‌شود. ماده 1 (1) قانون اساسی حکومت دو طبقه ای را با یک دولت انتخابی محلی اضافه می‌کند. به دهلی و پودوچری به ترتیب بر اساس ماده 239 AA و 239A حق داشتن مجلس قانونگذاری اعطا شد.

## ویژگی‌ها
- دو یا چند سطح (طبقه) حکومت وجود دارد.
- هر یک از سطوح حکومتی دارای صلاحیت خاص خود در مسائل قانون گذاری، مالیاتی و اداری است، حتی اگر بر همان شهروندان حکومت کنند.
- اختیارات و وظایف هر سطح از حکومت توسط قانون اساسی مشخص و تضمین شده‌است.
- به دیوان عالی این اختیار داده شده‌است که اختلافات بین دولت‌های ایالتی را حل و فصل کند.

## اختیارات تقنینی
تقسیم قوا در قانون اساسی تعریف شده‌است و اختیارات تقنینی به سه فهرست تقسیم می‌شوند:

### فهرست اتحادیه
فهرست اتحادیه متشکل از ۱۰۰ ماده (سال ۹۷) است که پارلمان اختیار انحصاری در قانونگذاری در مورد آنها دارد. این شامل: دفاع، نیروهای مسلح، تسلیحات و مهمات، انرژی اتمی، امور خارجی، جنگ و صلح، تابعیت، استرداد، راه‌آهن، کشتیرانی و ناوبری، خطوط هوایی، پست و تلگراف، تلفن، بی‌سیم و پخش، ارز، تجارت خارجی، بین - بازرگانی و بازرگانی دولتی، بانکداری، بیمه، کنترل صنایع، تنظیم و توسعه معادن، منابع معدنی و نفت، انتخابات، حسابرسی حساب‌های دولت، اساسنامه و سازماندهی دیوان عالی کشور، دادگاه‌های عالی و کمیسیون خدمات عمومی اتحادیه، مالیات بر درآمد، عوارض گمرکی و صادراتی، عوارض مالیات غیر مستقیم، مالیات بر شرکت، مالیات بر ارزش سرمایه دارایی‌ها، عوارض املاک و مالیات پایانه.

### فهرست ایالتی
فهرست ایالتی از ۶۱ مورد (قبل از ۶۶ مورد) تشکیل شده‌است. یکنواختی در مورد موارد موجود در این لیست مطلوب است اما لازم نیست: حفظ نظم و قانون، نیروهای پلیس، مراقبت‌های بهداشتی، حمل و نقل، سیاست‌های زمین، برق در ایالت، اداره روستا و غیره. قانونگذار ایالتی اختیار انحصاری برای وضع قوانین در مورد این موضوعات را دارد. در شرایط خاصی، مجلس می‌تواند در مورد موضوعات ذکر شده در فهرست ایالتی قوانینی وضع کند، اما برای انجام این کار ، راجیه سبها (شورای ایالت‌ها) باید با اکثریت دوسوم قطعنامه ای را تصویب کند که مصلحت در تصویب آن در راستای منافع ملی است.
اگرچه ایالت‌ها دارای اختیارات انحصاری برای قانون گذاری در مورد موردهای موجود در فهرست ایالتی هستند، مواد ۲۴۹، ۲۵۰، ۲۵۲ و ۲۵۳ وضعیت‌هایی را ذکر می‌کنند که در آن دولت اتحادیه می‌تواند قانون وضع کند.

### فهرست همزمان
فهرست همزمان شامل ۵۲ مورد (قبلی ۴۷) است. یکنواختی در موارد این لیست مطلوب است اما لازم نیست. در این فهرست آمده‌است: ازدواج و طلاق، انتقال اموال غیر از زمین کشاورزی، آموزش، قراردادها، ورشکستگی و ورشکستگی، امین و امانت، آیین دادرسی مدنی، تحقیر دادگاه، تقلب در مواد غذایی، مواد مخدر و سموم، برنامه‌ریزی اقتصادی و اجتماعی، سندیکاها، رفاه کاری، برق، روزنامه، کتاب و چاپخانه عوارض مهر NS.

## اختیارات اجرایی
اتحادیه و ایالات دارای ستادهای اجرایی مستقلی هستند که توسط دولت‌های مربوطه کنترل می‌شوند. در مسائل قانونی و اداری، دولت اتحادیه نمی‌تواند حقوق/ اختیارات قانون اساسی یک دولت ایالتی را نادیده بگیرد، مگر زمانی که حکومت ریاست جمهوری در یک ایالت اعلام شود. وظیفه اتحادیه این است که اطمینان حاصل کند که حکومت هر ایالت مطابق با مفاد قانون اساسی مطابق ماده ۳۵۵ و ماده ۲۵۶ انجام می‌شود. دولت‌های ایالتی نمی‌توانند قوانین مرکزی را در امور اداری نقض کنند. هنگامی که یک ایالت قانون اساسی را نقض کند، طبق ماده ۳۵۶ می‌توان حکم ریاست جمهوری را اجبار کرد و رئیس‌جمهور با موافقت قبلی مجلس طبق ماده ۳۵۷ اداره ایالت را به دست می‌گیرد.

## ویژگی‌های یکپارچه‌ای
ماده 1 (1) قانون اساسی می‌گوید هند باید اتحادیه ای از ایالت‌ها باشد. ماده ۳ اصلاح شده (در سال ۱۹۵۶) به دولت اتحادیه اجازه می‌دهد تا با رضایت قبلی رئیس‌جمهور (رؤسای مشترک ایالات و دولت‌های اتحادیه) (الف) قلمروی هر ایالت را جدا کند یا یک ایالت جدید تشکیل دهد یا بتواند دو یا چند ایالت/UT یا بخش‌هایی از ایالت ها/UT را متحد کند، یا هر قلمرو را به بخشی از هر ایالت/UT ملحق کند؛ (ب) قدرت ایجاد ایالات جدید/UT (که قبلاً در قلمرو هند نبودند) که قبلاً وجود نداشتند را داشته باشد.

### فدرالیسم اقتصادی
کشورها در اداره امور مالی خود تا زمانی که طبق ماده ۳۶۰ منجر به اضطرار مالی نشود، آزادند. دولت هند در تلاش است تا مالیات یکسانی را در سرتاسر هند اعمال کند و مکانیسم‌های جمع‌آوری مالیات ایالت‌ها را بدون توجه به تأثیرات آن بر ایالت‌های جداگانه در اختیار بگیرد. اخیراً دیوان عالی حق مبتنی بر قانون اساسی ایالت‌ها برای اعمال مالیات ورودی را تأیید کرد که برخلاف اصل مالیات بر فروش عمومی (GST) است. با این حال، معضل هماهنگی، که از سال ۱۹۹۱ روند اصلاح مالیات غیرمستقیم را درگیر کرده بود، با به‌کارگیری مکانیزمی به نام «فدرالیسم امتیازی» که مشخصه آن دادن امتیازهای متقابل و مصالحه به عنوان نقاط میانی ادعاهای رقیب است، حل شد.